# クトゥルー・オペラ
『クトゥルー・オペラ』は、風見潤による日本のライトノベル。H・P・ラヴクラフトのクトゥルフ神話大系を元にしたジュブナイル小説で、ソノラマ文庫（朝日ソノラマ）より1980年7月から1982年4月まで刊行された。2015年3月にはクトゥルー・ミュトス・ファイルズ（創土社）から合本版が刊行されている。

## あらすじ
1997年、ホリスター会長は超能力を持つ7組の双子を全世界から探す。そのころ、ポナペの島の住人が半魚人になり海に消え、クトゥルーの邪神像が見つかり、インドではツァールとロイガーを崇める教団が現れる。北海道の村で古代文字の解析が行われ、続いてダゴンとの戦闘が勃発。その場にいた深松兄弟がホリスターにスカウトされる。アテネでダゴンとハイドラを撃破するが、炎の生物によりカイロが壊滅してしまう。集結した双子たちは、超能力訓練の途中で遭遇したルリイエでクトゥルーを撃破する。双子の弟妹たちが地球に残り、兄姉たちは宇宙船アイリス号で旅立つ。
フォーマルハウトからクトゥグァが地球へ飛来するも、ノルウェーで迎撃に成功する。一方で、邪神と戦う少年少女たちの手助けをするべく、カダスの地に閉じ込められた地球本来の神々は現世へと赴く。エベレストの地中でシュブ＝ニグラトを撃破し、かつてムー大陸であったとされる太平洋上の島でガタノトゥアを討伐するが、トールが右手を欠損する。
アイリス号はヒアデス星団へと向かい、ハストゥールを中性子星の重力に落として倒す。しかし、アルクトゥールスへ向かうべく、四次元空間に突入したアイリス号は、ヨグ＝ソトートに遭遇し20億年前の過去の宇宙に飛ばされる。アイリス号は現代に戻るため再び四次元空間を通過するが、ヨグ＝ソトートとの戦いでイシマントとターラーが行方不明になる。
ウボ＝サトゥラ、アブホート、ツァトゥグァの三神が、地震を起こして地上を攻撃し、双子たちは移動する3つの地震源への対応に苦慮する。アブホートは北海道から横浜へと移動し、横浜は鏡の世界に引きずりこまれるが、最終的にアブホートを倒す。続いてハイパーボリアの地下にて、ツァトゥグァ、イタカ、ウボ＝サトゥラとの戦いとなる。そこで三神を撃破するが、ハールーンが死亡する。
ヨグ＝ソトートはオスロ市を数千年前の過去へと消し飛ばし、トールもそれに巻き込まれて行方不明となる。帰還した宇宙組と地球組は合流を果たしてヨグ＝ソトートを撃破するも、テリイが四次元の彼方に消える。地球では、ロイガーとツァールが地磁気を狂わせることで地球の大気バリヤーを破り、別働のシャンタク鳥が太陽に突入することで異常太陽風を起こし地球に浴びせようとする。北極でツァールを、南極でロイガーを撃破した後、ウムル・アト＝タウィル（炎霧）を南極カダス付近で撃破、カダスでナイアルラトホテップを撃破する。
ベテルギウスの惑星に到着し、四次元の20億年前に流されたターラーとイシマントが善神となり、邪神を封印して、20億年後の現代の地球人に力を与えたという真相が明らかとなる。巨大ブラックホールから、邪神の王アザトートが出現する。主人公達とアザトートは巨大ブラックホールに呑まれてホワイトホールからタイムスリップし、小さかったころのブラックホールにアザトートを落として完全撃破する。
9人の少年少女たちは、古代の地球に宇宙船で降り立つ。時の円環は閉じ、少年少女の活躍は、地球各地の神話に名残を留めることとなった。

## 登場人物

### 双子の少年少女
1982年7月7日に生まれた、超能力を持った少年少女たち。作中の舞台となる1997年当時は15歳。名前のほとんどが世界の神話に由来する（一部は未定、一部は架空の文献の神とされる）。物語としては、はぐれた者たちがベテルギウスの善神（旧神）となり、さらに終章まで生き残った彼ら彼女らが古代の地球に降り立ち人類の神話になるという、円環構造をとる。
ペリイ・フォンタナ、テリイ・フォンタナ
アメリカ人の少年。念力の使い手。
ペリイの名は、作中ではインディアン神話の「白い肌の神」ということになっており、終章でアイリス号が北米に降り立った後の白人ペリイの足跡を示唆する。
深松 良（ふかまつ りょう）、深松 健（ふかまつ けん）
日本人の少年。当初は超能力がなかなか発現しなかったものの、危機に直面した際に覚醒し、高熱発生能力者であることが明らかになり、クトゥルーを倒す。
健の名前の由来はヤマトタケルだが、作中ではうまく関連付けられず、架空の文献に記された神ということになった。
潘 月華（ファン イエファ）、潘 星華（ファン シンファ）
中国人の少女。桂林市在住。黒い髪を三つ編みにした、7組の双子たちの中で一番華奢な体つきの姉妹。
バリヤーを発生させる能力を持つ。バリヤーは脳を中心に球状に発生し、大きさは自在に変化させられる。空気や水を含め物質は遮断できるが、光・熱・音などの震動はバリヤーを通過する。後に、バリヤーを発生させた後、ラグビールシング姉妹のテレポートを利用してバリヤーだけを残して本人を別の場所に移動させられるようになる。
終章で深松兄弟たちとともに架空の文献に登場する神となったことが語られる。
ターラー・ラグビールシング、ドゥルガー・ラグビールシング
インド人の少女。テレポーテーションを使う。姉のターラーは気が強いが、ドゥルガーは気が優しくおとなしい性格。
名前の由来はインド・ヒンドゥーの女神、ターラーとドゥルガー。
アテニー・コスモプールウ、アルテミス・コスモプールウ
ギリシャ人の少女。透視能力者。
名前の由来はギリシア神話・オリンポス十二神のアテニーとアルテミス。
チュール・スヴェインソン、トール・スヴェインソン
ノルウェー人の少年。生命体の位置を知ることができるレーダー能力の所有者。
眼鏡をかけた、ひ弱な体つきの少年。天才物理学者。
名前の由来は北欧神話のチュールとトール。隻腕のトール・スヴェインソン＝隻腕の神チュールである。
イシマント・ホルス・アズラク・エルハイカム、ハールーン・ホルス・アズラク・エルハイカム
エジプト人の少年。自分のいる場所の、過去に起きた出来事を見ることができる。
序盤にて、故郷のカイロが邪神クトゥグアの眷属に襲撃された際、両親を失う。
アイリス号
宇宙船。北米の砂漠で発掘された。古代に宇宙人が乗って来たものと思われ、船体にはギリシャ文字で「アイリス」と記されていた。
3種類の推進機関（重力式、反物質エネルギー式、ワープ装置）を備える。

### 双子たちの協力者
リチャード・ホリスター
ホリスター・エンタープライズ会長。予知能力者。通称「ラッキー」ホリスター。1997年時点で45歳。予知能力を使って会社を超巨大複合企業に成長させる。豊富な資金力で7組の双子を探し出し、彼らの戦いをサポートする。
リンダ・アーチャー
ホリスターの秘書。テレパシー能力を持たない人の心でも読める精神感応者（テレパス）。
アラン・モナガン
ホリスターのボディガード。
深松 信介
深松兄弟の伯父。北海道大学の教授。
川口 俊夫
北海道大学の大学院生。深松教授の研究を手伝う。

### 地球本来の神々
ナイアルラトホテップによってカダスの地に幽閉された神々。双子たちの戦いを支援する。出番は邪神よりもずっと少ない。
大鹿の女神イホウンデー、ムナール大陸サルナスの三神ロボン、タマーシュ、ゾ＝カラール、砂の国の神ナル＝ホルトハース、眠りの神ヒュプノス、火の神ヴォルバドス、夢の国の神コス、ムー大陸で崇拝されていた「輝ける狩人」イオドが登場する。

## 邪神
外見や能力はオリジナルである。アブホートとウボ＝サトゥラが神々を産み、外宇宙からはクトゥルー、ツァトゥグア、ヨグ＝ソトートがやって来た。本作では四大霊の設定が採用されている。
アブホート
邪神たちの親。ナメクジのような姿の怪物。分裂しても死なない。地下で地震を起こす。オリハルコンの鏡を利用し、都市1つを静止した鏡面空間に呑み込む。
ウボ＝サトゥラ
邪神たちの親。ナメクジに似た姿の怪物。細胞が無尽蔵に増殖する。地下で地震を起こす。
アザトート
万物の王。地の精。旧神によって知性と視力を奪われブラックホールに封印されていたが「地球を我が物とする」という感情を全宇宙に飛ばし、それによって各地で封印されていた邪神たちが目覚め始めた。元の姿は頭部や手足もあったようだが、ブラックホールの重力を受け続けたために、球形に潰れている。
ガタノトゥア
暗黒神。ナメクジのような粘液質の体で、色は灰白色で黒い斑点がある。タコのような頭部で、犬のように突き出した鼻からは太く長い2本の触角がのびる。トンボのように突き出した両目からは強烈な光を発する。その光を浴びた生物を石化させるほか、レーザー光線として物質を切断することも可能。
クトゥグア
火の精。不定形の高熱生命体で、光球や火龍の姿になる。
ハストゥール
風の精。ヒアデス星団にあるカルコサのハリ湖に封じられていた。コウモリに似たフォルムで、弱々しそうな四肢と、背中に身体の十数倍はあろうかという翼を有し、頭部は鼠に似ている。真空の宇宙空間で水素やヘリウム原子を操り風を起こす。水素で構成された恒星の紅炎すら操り、熱波をぶつけてくる。
シュブ＝ニグラト
地の精。エベレストの地下洞窟に潜む。体長3メートルほどの巨大な黒山羊のような外見で、脚は退化して短く、腹は大きく膨らんでいる。頭部には角ではなく鞭のような触角が2本垂れ下がり、全身を覆う黒い毛は悪臭を放つ粘液に包まれる。無数の仔を産む。
ナイアルラトホテップ
地の精。唯一、封印を免れた邪神。不定形の黒い生命体。光に弱い。様々な姿に変化することが可能で、邪神の封印を解くために人間たちを操り、暗躍する。
イタカ
風の精。気体生命体。ハールーンを殺害した。
ツァールとロイガー
風の精。双子神。ハストゥールとシュブ・ニグラトの子。異形の人型邪神。それぞれがN極とS極のモノポール生命体であり、磁力を操る能力を持つ。アルクトゥールス星系の第3惑星に封印されていたが、地球に飛来する。
ヨグ＝ソトート
異次元の邪神。地の精。巨大なイモムシに似ており、青白い死人のような肌をし、大きな口には歯は無い。時間流を操る。
ツァトゥグア
外宇宙から飛来した。地の精。体毛に覆われ蟇蛙に喩えられる。地下で地震を起こし、また地底で生き残っていた恐竜を洗脳して操る。
クトゥルー
外宇宙から飛来した。水の精。蛸と龍を合成したような怪物。
ダゴンとハイドラ
クトゥルーの配下。魚人。北海道の龍郷村（たつごうむら）の名はダゴンにちなむ。
炎の生物
クトゥグァの眷属。
シャンタク鳥
ナイアルラトホテップの眷属。頭部は三角形の毒蛇の頭に似て、3つの巨大な目が半球状に飛び出している。胴の太さ10メートルほどで全長200メートル近くある身体は短い繊毛に覆われ、トンボの羽のような薄い膜状の大きな翼が4枚ある。
ウムル・アト＝タウィル
ヨグ＝ソトートの眷属。「炎霧」の異名を持つ。カダスを閉ざす門の守護者。炎の球体で、人間の姿にもなる。
深きもの
ダゴンとハイドラの眷属。
バイアグーナ、ニョグタ
名前のみで作中には未登場。倒されておらず、終章後の討伐目標とされる。

## 作風・制作背景
シリーズタイトルとなる「クトゥルー・オペラ」とは「クトゥルー神話大系にもとづいたスペースオペラ」の意である。
一般的なクトゥルフ神話大系作品と異なり、主人公たちが科学力と超能力で邪神を倒していく。本作においてクトゥルーを含む「神々」は、「超常の能力を持っている異星生命体」であり、適切な手段を用いれば対抗や撃退が可能なものと設定されている。風見は既存の神話作品のパターンが「怪物が登場して恐怖で終わり、となるばかり」で不満があったと述べており、反発を受けることを承知しつつクトゥルフ神話を活劇として描いた。本来の構想としては、おどろおどろしいホラーを描写した後に邪神たちを人類の科学力で倒していくという展開を考えていたが、おどろおどろしさは割愛され、また超能力の要素が加わることとなったという。
主人公の少年少女が全て双子である理由は、多数の敵邪神を倒すために地球と宇宙を駆け回ることになるが、複雑になることが予見されたために、同じ能力を持つ人物を2人ずつ作ることにした。

## 評価
本シリーズスタートの翌年1981年11月より刊行の始まったクトゥルフ神話大系を元にした長編シリーズ『魔界水滸伝』を執筆した栗本薫は、『魔界水滸伝』執筆にあたって本作の影響があったこと、クトゥルフ神話大系物でここまで自由にやって良い（上述のように「神々」を主人公たちが倒して行く点）と目から鱗状態であったことをあとがきやインタビューで述べている。
日本のクトゥルフ神話は、短編小説として『銀の弾丸』（1977年、山田正紀）や『邪教の神』（1956年、高木彬光）が挙げられるが、長編としては本作が最初期の1つ。菊地秀行は「ひょっとしたら、日本のクトゥルー神話長編シリーズ第一号のみならず、SFとホラーを合体させた最初の長編シリーズとの名誉も冠せられるかもしれない」と述べている。
邪神伝説シリーズに影響をおよぼした。

## 既刊一覧
- 風見潤（著） / 中村銀子（イラスト） 『クトゥルー・オペラ』 朝日ソノラマ〈ソノラマ文庫〉、全4巻
  1. 「邪神惑星一九九七年」1980年7月30日初版発行、ISBN 4-257-76160-1
  2. 「地底の黒い神」1980年12月25日初版発行、ISBN 4-257-76170-9
  3. 「双子神の逆襲」1981年9月30日初版発行、ISBN 4-257-76184-9
  4. 「暗黒球の魔神」1982年4月30日初版発行、ISBN 4-257-76205-5
- 風見潤（著） / 中村銀子（イラスト） 『クトゥルー・オペラ 邪神降臨 新装版』 創土社〈クトゥルー・ミュトス・ファイルズ〉、2015年3月1日第1刷発行、ISBN 978-4-7988-3024-7
  - ソノラマ文庫版表紙画はモノクロ挿絵として収録。ソノラマ文庫版の各巻著者あとがきも再録されている。